# غراهام فروست
غراهام فروست (15 يناير 1947 - ) (بالإنجليزية: Graham Frost)‏ هو لاعب كريكت بريطاني.

## وصلات خارجية
- غراهام فروست على موقع إي آس بي آن كريك إنفو (الإنجليزية)